# The Guild (webb-TV)
The Guild är en webb-TV-serie om medlemmar i en datorspelsklan, "The Knights of Good", vardera avsnitt 3–12 minuter långt. Första avsnittet släpptes den 27 juli 2007, och serien är för närvarande inne på sin sjätte säsong. Sändningen sker via The Guilds officiella hemsida, via iTunes som podcast, effinfunny.com och Youtube och kan vidare laddas ned via Xbox Games Store. I serien får tittare följa Codex, "healern" i klanen "The Knights of Good", som efter att en annan medlem av klanen plötsligt dyker upp på hennes tröskel, försöker få ordning på tillvaron med hjälp av sina övriga online-vänner ur spelet. 
Serien skrivs av Felicia Day, (som spelar karaktären Codex), regisseras av Jane Selle Morgan och Greg Bensen (första säsongen) och Sean Becker (andra säsongen), och producenter är Jane Selle Morgan och Kim Evey. 

## Bakgrund
The Guild skrivs av Felicia Day, en inbiten World of Warcraft-spelare mellan skådespelarroller i diverse amerikanska TV-serier och filmer.
Efter två års spelberoende bestämde sig Day för att göra något produktivt av sina erfarenheter i spelvärlden. Resultatet blev ett pilotavsnitt. I serien nämns inte vilket spel som spelas. Detta är avsiktligt på grund av copyright-skäl, och för att serien hålla sig aktuell oavsett vilka populära titlar av liknande spel som publiken kommit i kontakt med. 
Day ville visa att stereotypen av datorspelaren, män som bor i sina föräldrars källare, inte är den enda typen som finns. Vännerna Sandeep Parikh och Jeff Lewis fick roller skrivna speciellt för sig själva, och resterande roller tillsattes genom audition. Alla 22 episoder samt ett antal tabbar och två julspecial-avsnitt finns att se direkt på den officiella hemsidan. Förutom de 6 säsongerna med 10-12 avsnitt i varje, har The Guild även gjort tre musikvideor: "Do you wanna date my avatar", "Game On!" och "I'm the one that's cool". Säsong 1-5 inklusive bonusmaterial finns även tillgängliga på DVD.

## Mottagande
The Guild har setts och uppskattats av väldigt många på Youtube, har fått flera utmärkelser och omnämndes av Rolling Stone i februari 2009 som "Nätets bästa TV-serie". 

## Utmärkelser
- 2009 Streamy Awards - Best Ensemble Cast, Best Female Actor in a Comedy Web Series for Felicia Day, Best Comedy [6]
- 2008 South by Southwest Greenlight Award – Best Original Digital Series Production[7][8]
- 2008 Yahoo! Video Award – Best Series[9]
- 2007 Youtube Award – Best Series[10]